# Pauline Schmitt-Pantel
Pauline Schmitt-Pantel (Vialas, 6 novembre 1947) è una grecista, storica delle religioni e storica della Grecia antica francese.
È professoressa emerita di Storia della Grecia antica all'Università Paris 1 Panthéon-Sorbonne e membro dell'équipe di ricerca dell'ANHIMA (ANthropologie et HIstoire des Mondes Anciens). È specializzata negli studi della storia di genere, della politica delle città greche, dei loro costumi e della religione greca. Fa anche parte del comitato scientifico della rivista Clio.

## Opere
- La cité au banquet, histoire des repas publics dans les cités grecques, Collection de l'École française de Rome n°157, Rome-Paris, 1992; riedito nel 1997.
- Histoire des femmes en Occident (vol. I) , sotto la direzione di Georges Duby e Michelle Perrot, Paris, Plon, 1991.
- Le corps des jeunes filles, de l'Antiquité à nos jours, curatela con Louise Bruit-Zaidman, Gabrielle Houbre et Christianne Klapisch-Zuber, Paris, Perrin, 2001
- P. Schmitt-Pantel-Claude Orrieux, Storia greca (Histoire grecque, 2004), Collana Le vie della civiltà, Bologna, Il Mulino, 2003, ISBN 978-88-150-9291-5.
- P. Schmitt-Pantel-Louise Bruit-Zaidman, La religione greca (La religion grecque, IV ed. 2007), traduzione di Giorgia Marogna Viano, Collana Manuali, Roma-Bari, Laterza, 1992, ISBN 978-88-420-3929-7.
- Dèi e dee della Grecia spiegati ai giovani (Dieux et déesses de la Grèce expliqués aux enfants, 2008), Collana Le vele, Milano, Archinto, 2012, ISBN 978-88-776-8610-7.
- Aithra et Pandora. Femmes, Genre et Cité en Grèce ancienne, l'Harmattan, coll. « La bibliothèque du féminisme », Paris, 2009
- I migliori di Atene. La vita dei potenti nella Grecia antica (Hommes illustres. Mœurs et Politique à Athènes au V° siècle, 2009), Collana Storia e Società, Roma-Bari, Laterza, 2012, ISBN 978-88-420-9363-3.
- Histoire des mythes grecs. Un cours particulier de Pauline Schmitt Pantel, Vincennes, Frémeaux & Associés, Collezione « PUF / Frémeaux & Associés », cofanetto di 4 CD, 2015.
- Une histoire personnelle des mythes grecs, Paris, PUF, 2016.